# Сан Бернардо (Торино)
Сан Бернардо (итал. San Bernardo) је насеље у Италији у округу Торино, региону Пијемонт.
Према процени из 2011. у насељу је живело 273 становника. Насеље се налази на надморској висини од 513 м.